# جبار کوچکی‌نژاد
جبار کوچکی‌نژاد ارم ساداتی (زادهٔ ۱ فروردین ۱۳۳۶ صومعه سرا) معلم، سیاستمدار اصول‌گرا، و نماینده مجلس شورای اسلامی از حوزه انتخابیه شهرستان‌های رشت و خمام است. وی هم‌اکنون عضو کمیسیون برنامه و بودجه و محاسبات و سخنگوی فراکسیون فرهنگیان مجلس شورای اسلامی می‌باشد.
کوچکی‌نژاد در مجلس دهم نایب رئیس اول کمیسیون آموزش و تحقیقات بوده‌است.
مهندس کوچکی نژاد برای ۴ دوره متوالی (مجلس هشتم تا یازدهم) نماینده مردم در حوزه انتخابیه رشت و خمام بوده است. وی توانست با کسب بیشترین آرا (۴۵۶۱۴ رأی) در انتخابات دوازدهمین دوره مجلس شورای اسلامی برای پنجمین بار نیز نماینده این حوزه انتخابیه شود.

## انتخابات‌ها
جبار کوچکی نژاد  با کسب ۵۰۶۸۵ رای در یازدهمین دوره انتخابات مجلس شورای اسلامی از حوزه انتخابیه رشت به‌صورت مستقیم به مجلس راه یافت.
کوچکی نژاد در انتخابات هشتمین دوره مجلس شورای اسلامی با کسب ۳۷٬۳۴۵ رأی و در انتخابات نهمین دوره مجلس با کسب ۴۱٬۰۸۶ رأی از حوزهٔ انتخابیهٔ رشت به عنوان نامزد مورد حمایت جبهه متحد اصولگرایان و جبهه پایداری برگزیده شد. در انتخابات نهمین دوره مجلس حسن تأمینی لیچائی در مرحلهٔ نخست انتخابات حائز شرایط کسب اکثریت حداقل چهار / یک آراء شده بود، و رقابت در بین، جبار کوچکی نژاد ارم ساداتی و سید علی آقازاده دافساری و غلامعلی جعفرزاده ایمن آبادی و نظرعلی علیزاده در مرحله دو ادامه پیدا کرده بود.
وی در انتخابات هفتم اسفند ۱۳۹۴ مجلس شورای اسلامی در حالی که مورد حمایت جبهه متحد اصولگرایان، جبهه پایداری و حزب مؤتلفه اسلامی بود، از راهیابی در دور اول به مجلس بازماند و به همراه سه کاندیدای دیگر حوزه انتخابیه شهرستان رشت راهی دور دوم این انتخابات شد. در مرحلهٔ دوم این انتخابات، جبار کوچکی نژاد که یکی از نمایندگان رشت در مجلس نهم بود چند روز پیش از انتخابات برای ورود به مجلس دهم از حوزه انتخابیه رشت، با اعلام اینکه عضو جبهه پایداری نیست گفت: «هیچ‌وقت عضو این جبهه نبوده‌ام و حتی در فراکسیونی که در مجلس شکل داده بودند هم نبوده‌ام.» جبار کوچکی نژاد تصریح کرد، مواضع ام به پایداری‌ها نزدیک نیست، عضو جبهه پایداری نیستم و هیچ‌وقت نیز عضو نبوده‌ام.
ائتلاف اصولگرایان گیلان در حوزه انتخابیه رشت در دور دوم انتخابات مجلس دهم از جبار کوچکی نژاد و سید علی آقازاده دافساری اعلام حمایت کرد.
در نهایت در دور دوم انتخابات مجلس دهم، وی با کسب ۵۴۴۷۶ رأی به همراه محمدصادق حسنی جوریابی به مجلس شورای اسلامی راه یافتند. بنا به برخی تحلیل‌ها، جبار کوچکی نژاد که چند روز مانده به انتخابات از «جریان پایداری» تبری جست و تلاش کرد چهره‌ای اعتدالی از خود به تصویر بکشد، در این انتخابات توانست حمایت شماری از اصلاح‌طلبان را نیز کسب نماید، و خبر همراهی و صدور بیانیه شماری از چهره‌های شناخته‌شده این جریان اصلاح‌طلبان با جبار کوچکی نژاد، در فضای مجازی منتشر شد و شایعات پیرامون این جریان مبنی بر قول و قرارهای پنهانی با کوچکی نژاد را عیان ساخت. وی پس از پیروزی در این انتخابات در نطقی اظهار داشت و گفت که «به اصلاح‌طلبانی که با ما بودند افتخار می‌کنم»

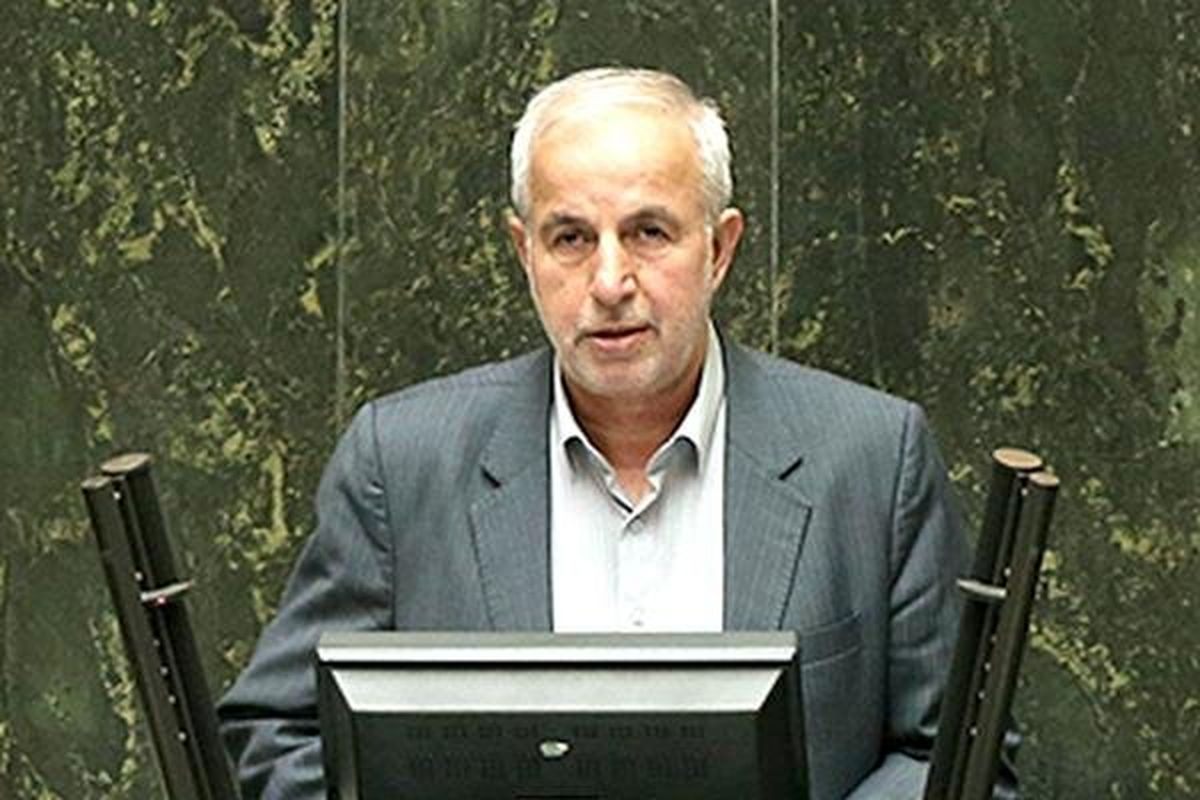

## دیدگاه‌ها

### انتقاد به دولت روحانی در خصوص فرهنگیان
کوچکی نژاد در خصوص حمایت از بسته حمایتی از مؤسسان مدارس غیردولتی و خرید خدمات آموزشی، انتقاداتی را متوجه دولت ساخت.
وی هم چنین در خصوص پرداخت‌ها به فرهنگیان و مقایسه با سایر ارگان‌ها و دستگاه‌های دولتی از کمترین پرداخت‌ها از سوی دولت به فرهنگیان انتقاد کرد
وی از مخالفان دولت روحانی است و وعده استیضاح وزیر آموزش و پروش در روز بعد از انتخابات هفتم اسفند ۱۳۹۴ را داده بود که ناکام ماند. وی پیش از این یکبار در استیضاح فانی ناکام بود.

### رتبه بندی فرهنگیان
جبار کوچکی نژاد طراح  تهیه طرحی دو فوریتی برای اجرای رتبه بندی فرهنگیان بود و با ابیان اینکه دولت در اجرای طرح رتبه بندی فرهنگیان به خوبی عمل نکرد و بر این اساس با تصویب این طرح دو فوریتی و تبدیل آن به قانون، دولت باید این بار قانون رتبه بندی فرهنگیان را به طور دقیق اجرایی کند و از جامعه فرهنگیان باید حمایت شود.
وی  در نامه ای به قالیباف  پیگیریهای لازم جهت اجرای دقیق رتبه بندی فرهنگیان را خواستار شد

### اعمال مدرک تحصیلی بالاتر برای فرهنگیان
پیشنهادی را برای رفع  محدودیت اعمال مدرک تحصیلی فرهنگیان ارائه کرد که در جلسه علنی ۲۱مهر۹۸ مجلس تصویب شد.

### صندوق ذخیره فرهنگیان
جبار کوچکی نژاد (رئیس کمیته تحقیق و تفحص از صندوق ذخیره فرهنگیان) توانست تخلف 15 هزار میلیارد تومانی  این صندوق را احراز نماید.

### شائبه استفاده از رانت بورسیه‌ها
بعد از استیضاح رضا فرجی دانا، وزیر علوم دولت روحانی، برخی از سایت‌های خبری عنوان کردند که جبار کوچکی‌نژاد به دلیل عدم رعایت قانون و استفاده از بورسیه غیر روال از دانشگاه گیلان اخراج شد، اما خود او این موضوع را تکذیب کرد و در این رابطه اعلام کرد: 
وقتی من ثبت‌نام نکرده‌ام و حتی یک ساعت کلاس درس نگذرانده‌ام چگونه من را اخراج کرده‌اند؟
وی توضیح داد و اعلام داشت که: «من اصلاً در این مورد اقدامی نکردم. آن زمان موضوع ثبت‌نام در دانشگاه‌های خارج از کشور مطرح شد و اعلام شد می‌توانید آن را به تحصیل در داخل کشور تبدیل کنید و قرار بود تبدیل کنند. اما ما دیگر پیگیر این موضوع نشدیم. یعنی من حتی ثبت‌نام هم نکردم.»
در پی این ادعا نامه‌ای در رسانه‌ها منتشر شده که بر اساس آن نام جبار کوچکی نژاد به همراه چند نفر از نزدیکان رئیس دفتر رئیس دولت سابق آمده‌است که با استفاده از ارتباطات دولتی، موفق به گرفتن بورس از دانشگاه گیلان شده بودند اما پس از روی کار آمدن رئیس جدید این بورسیه لغو شد. انتقال با شائبه برادرزاده و داماد این نماینده از دیگر حواشی این نماینده مجلس است که خود این موارد قانونی و فارغ از رانت می‌داند.

### پرداخت ارز به ایرانیان دانشجوی در خارج از کشور ایران
جبار کوچکی نژاد ارم ساداتی از حامیان ارز دانشجویی است، او معتقد است که «ارائه ارز دانشجویی به ادامه تحصیل دانشجویان ایرانی مشغول به تحصیل در خارج از ایران، کمک شایانی می‌کند و به‌نوعی از فرزندان کشور ایران در غربت حمایت می‌شود.»

### دفاع از قلیان
در جلسه مشترک مدیران رستوران‌ها و سفره خانه‌های سنتی با کوچکی نژاد یکی از مدیران طرح جمع‌آوری قلیان به عنوان یک اتفاق هولناک نام می‌برد و جمع‌آوری قلیان را سبب ایجاد آسیب‌های اجتماعی و اقتصادی می‌داند. کوچکی نژاد قول پیگیری و حمایت از مصرف دخانیات به شکل قلیان در مکان‌های عمومی در سطح استانی و ملی را می‌دهد.

### خاتمی باید ممنوع‌التصویر شود
کوچکی نژاد در مصاحبه با مسیح علی‌نژاد:
خاتمی (رئیس جمهور پیشین ایران) به دلیل اینکه جزو سران فتنه است خود به خود نباید تصویرش از صدا و سیما پخش شود و این مسئله در سطح دنیا کاملاً مسبوق به سابقه است. بار دیگر باید بگویم که هر زمان که وقتش برسد یقیناً قوه قضائیه این افراد را محاکمه می‌کند و هیچ ترسی هم از این قضیه ندارد

### مخالفت با طرح بازآفرینی بافت تاریخی رشت
جبار کوچکی نژاد طرح پیاده راه‌سازی توسط شهرداری رشت در محدوده میدان شهرداری رشت را غیرکارشناسی عنوان کرد که این موضوع با واکنش استاندار گیلان و معاون عمرانی استاندار رو به رو شد.

## سوابق اجرایی
- نماینده چهار دوره مردم شهرستان رشت در مجلس شورای اسلامی (هشتم، نهم،دهم و یازدهم)[۳۴]
- رئیس فراکسیون گردشگری، میراث فرهنگی، صنایع دستی و مناطق آزاد
- رئیس فراکسیون رسانه ملی، مطبوعات، خبرگزاری‌ها و فضای مجازی
- نائب رئیس فراکسیون محیط زیست
- نایب رئیس کمیسیون آموزش و تحقیقات مجلس شورای اسلامی
- عضو کمیسیون تلفیق بودجه به مدت هشت سال
- عضو کمیسیون آموزش و تحقیقات
- عضو کمیسیون برنامه و بودجه مجلس و عضو کمیسیون تلفیق برنامه و بودجه
- عضو فراکسیون فرهنگیان و دانشگاهیان مجلس شورای اسلامی
- رئیس سازمان آموزش و پرورش استان گیلان
- مدرس دانشگاه و رئیس مراکز آموزش عالی فنی و مهندسی
- دبیر جامعه اسلامی مهندسین استان گیلان و عضو شورای مرکزی کشور
- دبیر جامعه اسلامی فرهنگیان استان گیلان و عضو شورای مرکزی کشور
- ۷۸ماه حضور داوطلبانه در جبهه‌های دفاع مقدس و جانباز جنگ تحمیلی
- رئیس آموزش و پرورش در شهرستان‌ها و مناطق گیلان و سیستان و بلوچستان
- رئیس نهضت سوادآموزی در استان آذربایجان غربی